# Aleksander Sokołowski (biskup)
Aleksander Sokołowski herbu Pomian (1592–1645) – biskup kijowski, opat trzemeszeński.
Był synem Jarosława oraz Elżbiety z Grochowskich. Miał dwóch braci: Wojciecha, jezuitę i filozofa oraz Stanisława, kasztelana bydgoskiego.
Z dostępnych źródeł wynika, że w 1607 r. uczył się w kolegium jezuitów w Kaliszu, a ok. roku 1613 studiował retorykę w kolegium jezuitów w Poznaniu. W 1615 roku zaciągnął się do wojska w obliczu zagrożenia Smoleńska ze strony Moskwy, a rok później brał udział w obronie tego miasta. Około r. 1619 po ponownym rozpoczęciu nauki w kaliskim kolegium jezuitów studiował filozofię. Po wstąpieniu do zakonu jezuitów odbywał studia teologiczne w Poznaniu i w Krakowie. W 1626 roku przyjął święcenia kapłańskie. Cztery lata później został zwolniony z zakonu w wyniku własnych starań, ale nie porzucił stanu duchownego.
Przez krótki okres pracował w kancelarii króla Zygmunta III Wazy, zanim postanowił związać się z dworem królewicza Władysława. Sokołowski bardzo szybko zaskarbił sobie względy przyszłego króla polskiego. 18 października 1632 r. przybył w imieniu Władysława do senatu i izby poselskiej, aby osobiście zgłosić jego kandydaturę na króla polskiego i poprosić o wyznaczenie terminu posłuchania jego poselstwa. W następnym roku brał udział we wjeździe nowo wybranego władcy do Krakowa oraz w sejmie koronacyjnym. Kilka miesięcy później Sokołowski towarzyszył Władysławowi IV Wazie w kampanii smoleńskiej. Popierany przez monarchę wszedł w 1634 roku do gnieźnieńskiej kapituły katedralnej (od 1631 r. był członkiem poznańskiej kapituły katedralnej), a następnie został członkiem komisji dla wytyczenia nowej granicy polsko-moskiewskiej po układzie w Polanowie. Rok później otrzymał od króla nominację na biskupstwo kijowskie. W dniu 2 kwietnia 1636 złożył wyznanie wiary i wymaganą przysięgę, a 21 lipca papież dokonał jego prekonizacji.
Spodziewano się, że Sokołowski doprowadzi do znacznej poprawy relacji między katolikami i grekokatolikami a wyznawcami prawosławia, ponieważ cieszył się ogólnym zaufaniem wśród Kozaków i pozostawał w dobrych stosunkach z metropolitą prawosławnym Piotrem Mohyłą. Sokołowski nie spełnił jednak pokładanych w nim nadziei.
W 1637 roku został wyznaczony senatorem rezydentem. W okresie rebelii kozackich w latach 1637–1638 przyczynił się do obrony Kijowa przed powstańcami. W 1641 roku otrzymał opactwo trzemeszeńskie. W sierpniu 1642 r. przewodniczył wraz z kasztelanem bracławskim Gabrielem Stępowskim komisji dla traktatów z Moskwą w sprawie granicy. Nieustępliwość komisarzy moskiewskich uniemożliwiła dojście do ugody, a w trakcie prowadzenia negocjacji doszło do ostrych spięć. Według relacji Albrychta Stanisława Radziwiłła Sokołowski nieomal dopuścił się rękoczynów wobec wysłanników Moskwy.
W 1644 r. po śmierci biskupa warmińskiego Jana Karola Konopackiego nie spełniły się nadzieje Aleksandra Sokołowskiego na objęcie zwolnionego beneficjum. Zmarł 9 maja 1645 w Trzemesznie.